# 羅紳
羅紳（1415年—？），字朝用，直隸廬州府無為州人，民籍。明朝政治人物。進士出身。

## 生平
正統六年（1441年）辛酉科應天府鄉試第四十一名。正統十年（1445年）乙丑科會試第一百三十八名，殿試登進士第二甲第三十八名。

## 家族
曾祖羅拱辰。祖父羅謙。父亲羅鼎。